# محمد فايز
محمد فايز (ولد 1941 في جدة، السعودية) هو شخصية رياضية سعودية. كان رئيسا لنادي الاتحاد السعودي لكرة القدم في العامين 2013-2014، وحقق النادي فيه عهده بطولة كأس خادم الحرمين الشريفين للأندية. توفي في شهر يونيو عام 2024.

## النشأة والتعليم
هو محمد بن حامد حسين فايز مواليد عام 1941 في مدينة جدة غرب المملكة العربية السعودية. تحصل على شهادتي البكالوريوس والماجستير في الهندسة المدنية في 1967م من المعهد السويسري الفدرالي للتقنية في زيورخ بسويسرا.

## المسيرة المهنية

### رئاسة نادي الاتحاد
منذ يوليو عام 2012 وحتى ديسمبر عام 2013 شغل منصب رئاسة نادي الاتحاد السعودي, وكان قبل ذلك عضواً شرفياً في النادي.

### المناصب الأخرى
- عضو مجلس إدارة نادي الاتحاد برئاسة الدكتور عبد الفتاح ناظر.
- عضو المجلس التنفيذي لهيئة أعضاء شرف الاتحاد.
- نائب رئيس مجلس إدارة شركة فايز للتجارة والخدمات المحدودة.
- عضو الجمعية السعودية للهندسة المدنية.
- عضو مجلس محافظة جدة.
- عضو الهيئة السعودية للمهندسين.
- رئيس جمعية أصدقاء منتزهات جدة.
- رئيس الشركة السعودية لوسائل الإعلام.
- عضو لجنة تطوير الخدمات في محافظة جدة.
- رئيس شركة داري العقارية المحدودة.
- عضو مجلس إدارة الشركة السعودية للكهرباء.
- عضو اللجنة السعودية ـ المصرية لرجال الأعمال.
- مدير المنطقة الغربية لمعهد إدارة المشاريع في السعودية.
- المدير العام لشركة دلة الدولية القابضة في مصر.[5][6]